# احمد امیراحمدی
احمد امیراحمدی (زاده ۱۲۶۳ در اصفهان – درگذشته ۵ آذر ۱۳۴۴ در تهران) مشهور به احمد آقا خان امیراحمدی نخستین سپهبد ایران در دوره رضاشاه بود. او از عوامل مؤثر در کودتای سوم اسفند بود و در طول حیات خود هشت بار وزیر جنگ، دو مرتبه وزیر کشور، پنج نوبت فرماندار نظامی تهران، دو بار فرمانده کل ژاندارمری و سال‌ها فرمانده لشکرهای لرستان و آذربایجان و ۱۶ سال عضو مجلس سنا بوده است.
او در زمان کودتای سوم اسفند جزو افسران بریگاد قزاق و از یاران و زیردستان رضاخان محسوب می‌شد و در جریان کودتا از عوامل مؤثر بود. در جریان ماجراهای علی‌مردان‌خان چهارلنگ،ایل بیرانوند  به سرکردگی  علی‌مردان‌خان بیرانوند، شیخعلی خان بیرانوند و مهرعلی خان حسنوند در لرستان، فرماندهی سپاهیان سردارسپه را برعهده داشت. او ازجمله کسانی بود که با امضای خود در پشت قرآن به رضاشاه اطمینان دادند که در رسیدن به مقام سلطنت به او کمک خواهند کرد. در دوره پادشاهی رضاشاه، مدتی از چشم شاه افتاد و برای آنکه تحقیر شود، به ریاست «اداره دواب و ایلخی» ارتش گماشته شد. به هنگام حمله متفقین و وقایع شهریور بیست، از طرف دولت محمدعلی فروغی فرماندار نظامی تهران شد و بعد از تبعید رضاشاه از کشور، بارها به وزارت جنگ و وزارت کشور منصوب شد. در اواخر عمر سناتور (نماینده مجلس سنا) بود.

## تولد
احمد امیراحمدی در سال ۱۲۶۳ خورشیدی (خود در خاطراتش ۱۲۶۷ نقل کرده) در اصفهان متولد شد. او فرزند نقی آقا سرتیپ قزاقخانه بود. امیراحمدی تحصیلات ابتدایی خود را در مدارس افتتاحیه و تربیت به پایان برد سپس به مدرسه قزاقخانه رفت و با درجه گروهبان دومی فارغ‌التحصیل و وکیل‌باشی فوج گارد سوار شد و پس از سه ماه به درجه گروهبان اولی رسید.

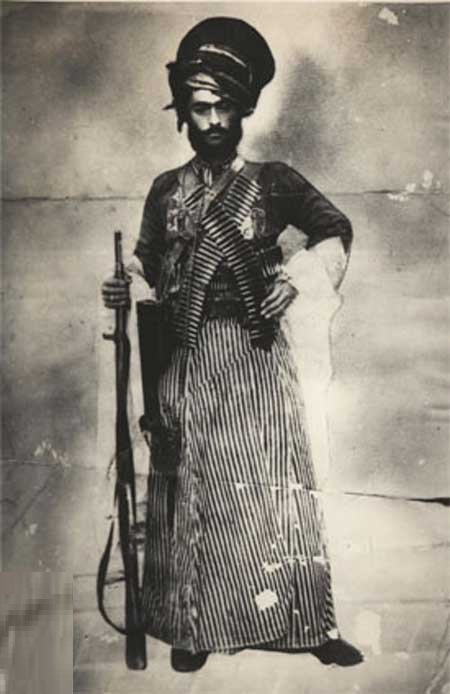
سپهبد احمد آقا امیر احمدی در لباس رزمی عشایر لر

## شروع نظامی‌گری
در سن چهارده‌سالگی به فوج گارد سوار قزاق انتقال یافت و با درجه گروهبان دومی، وکیل‌باشی (قائم‌مقام) فوج گارد سوار شد. امیراحمدی در چند زد و خورد داخلی شرکت کرد و چون رشادت، تهور و قساوت وی مورد توجه فرماندهان قرار گرفت، تا درجه سرهنگی ارتقا مقام یافت.
امیراحمدی در ۱۲۸۸ش در محاصره مجلس شورای ملی از مأموران محافظت از مجلس بود. همچنین در نبردهای دولت با شیخ محمود ورامینی (یاغی) و نایب حسین کاشی شرکت داشت و در جریان جنگ جهانی اول مأمور مراقبت از کنسول روس و انگلیس در کرمانشاه شد و آنها را به سلامت به همدان رسانید و به درجه سروانی رسید و یک قطعه نشان درجه ۴ «آنا» از طرف دولت روسیه به وی اهدا شد. او از عوامل اصلی کودتای سوم اسفند سال ۱۲۹۹ و نخستین کسی بود که به دستور رضاشاه به درجه سپهبدی رسید. امیراحمدی در طول حیات خود هشت بار وزیر جنگ، دو مرتبه وزیر کشور، پنج نوبت فرماندار نظامی تهران، دو بار فرمانده کل ژاندارمری و سال‌ها فرمانده لشکرهای لرستان و آذربایجان بود.

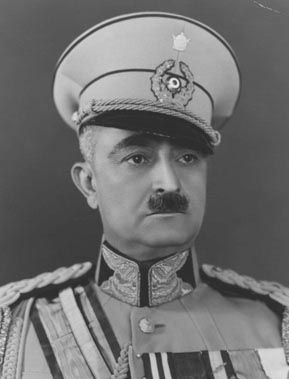
سپهبد امیراحمدی

پس از کودتای سوم اسفند ۱۲۹۹، احمد آقاخان به درجه میرپنجی دست یافت و اولین مأموریت وی بعد از کودتا، سرکوب شورش اسماعیل خان امیرمؤید سوادکوهی در مازندران بود که منجر به متواری شدن امیرمؤید و فرزندان وی گردید.

## ترقی
در سال ۱۳۰۱ خورشیدی که مقدمات تشکیل پنج لشکر در ایران فراهم شد، با درجه امیرلشکری (سرلشکر) به فرماندهی لشکر غرب که مرکز آن در همدان بود، منصوب گردید و برای اعاده امنیت در آن منطقه دست به اقدامات شدیدی زد؛ به ویژه برای سرکوب لرها از هیچ نوع اقدام حاد و تندی خودداری نکرد و سرانجام در مأموریت لرستان به دریافت عالی‌ترین نشان نظامی آن زمان یعنی نشان ذوالفقار نایل آمد.
سرلشکر امیراحمدی کمی قبل از به سلطنت رسیدن رضاخان، در شهریورماه ۱۳۰۴ به سمت رئیس کل امنیه مملکتی (ژاندارمری) برگزیده شد و قریب چهار سال در این سمت باقی ماند و مأموریت‌های جنگی زیادی از جمله مأموریت آذربایجان انجام داد و فرماندهی لشکر آذربایجان را نیز به عهده داشت. امیراحمدی در جشن تاجگذاری رضاشاه حامل گرز سلطنتی بود.
در سال ۱۳۰۸ شمسی او نخستین کسی بود که به دستور رضاشاه در ایران به درجه سپهبدی رسید. او پس از مدتی مورد سوء ظن و بی مهری رضاشاه قرار گرفت و کلیه مشاغل خود را از دست داد و تا شهریور ۱۳۲۰ ریاست اداره اصلاح نژاد اسب را عهده‌دار بود.
در شهریور ۱۳۲۰ که نیروهای متجاوز انگلستان و شوروی وارد خاک ایران شدند رضاشاه قبل از ترک کشور، سپهبد امیراحمدی را به سمت فرماندار نظامی تهران منصوب کرد تا از بروز و گسترش هرج و مرج و آشوب در پایتخت جلوگیری کند. نقل شده که در آن دوران از سوی سفارتخانه‌های ذی‌نفوذ به وی پیشنهاد کودتا علیه سلسله پهلوی و به دست‌گیری حکومت داده شد که وی به دلیل وفاداری و روحیات نظامیگری امتناع کرد.
امیراحمدی در سیزدهم آذر ۱۳۲۰ برای اولین بار در ترمیم کابینه فروغی به عنوان وزیر کشور به مجلس معرفی شد. سال بعد در ماجرای ۱۷ آذر که منجر به آتش زدن خانه قوام‌السلطنه و غارت مجلس شورای ملی و مغازه‌ها شد، به عنوان فرماندار نظامی تهران وارد ساختمان شهربانی کل کشور شد و ظرف چند ساعت تظاهرات خونین مخالفان دولت را متوقف کرد. قوام‌السلطنه که از آغاز دولتش در هجدهم امرداد ۱۳۲۱ خود وزات جنگ را به عهده گرفته بود، در دوم دی امیراحمدی را به این سمت به مجلس معرفی کرد.

## مسئولیت در دولت
پس از سقوط قوام و روی کار آمدن علی سهیلی در تاریخ ۲۸ بهمن ۱۳۲۱، پست وزارت جنگ دوباره به امیراحمدی واگذار شد و در تمام مدت نخست‌وزیری سهیلی در این سمت باقی ماند. امیراحمدی در کابینه‌های کوتاه مدت ساعد، بیات، صدر و حکیمی سمتی نداشت و فقط مسئولیت بازرسی نواحی ارتش به عهده وی بود.
سپهبد امیراحمدی در ۲۵ بهمن ۱۳۲۴ بر اثر پافشاری شاه وارد کابینه قوام شد و در چهار کابینه او پست وزارت جنگ را عهده‌دار بود، ولی به علت ناسازگاری با سیاست‌ها و خواسته‌های قوام‌السلطنه، از کابینه وی خارج شد. در کابینه ابراهیم حکیمی که پس از قوام روی کار آمد، در بیستم اسفند ۱۳۲۶ به عنوان وزیر کشور به مجلس معرفی شد. همچنین در ۲۳ خرداد ۱۳۲۷ در کابینه عبدالحسین هژیر و در ۳۰ آبان ۱۳۲۷ در کابینه محمد ساعد به وزارت جنگ منصوب و سال بعد از ارتش بازنشسته شد و به مجلس سنا رفت.

## عضویت در سنا
او در سال ۱۳۲۸ پس از بازنشستگی و تأسیس مجلس سنا، از سوی شاه مقام سناتور انتصابی تهران را گرفت و تا زمان مرگ به مدت ۱۶ سال این مقام تشریفاتی را داشت. وی در طول حیات خود هشت بار وزیر جنگ، دو مرتبه وزیر کشور، پنج نوبت فرماندار نظامی تهران، دو بار فرمانده کل ژاندارمری و سال‌ها فرمانده لشکرهای لرستان و آذربایجان بوده است.
او یکی از متمولان درجه اول ایران معروف به «سپهبد یکصد کنتور» بود و مستغلات زیادی در تهران داشت. مردی بود جسور، قلدر، جدی، وظیفه‌شناس و وفادار به نظام سلطنت پهلوی. با زیردستان خود به خشونت رفتار می‌کرد و شخصاً در مقام تعزیر و تنبیه افراد برمی‌آمد.

## درگذشت
امیراحمدی در روز پنجم آذرماه سال ۱۳۴۴ در سن ۷۷ سالگی بر اثر ابتلا به بیماری سرطان معده در تهران درگذشت و در آرامگاه خانوادگی خود در امامزاده عبدالله (شهرری) دفن شد و سپس در آرامگاه ویژه‌ای که برای او در انتهای سه راه ورامین شهر ری بنا شده بود در مسجد الهادی دفن شد.

## خانه و اقامتگاه
باغ و اقامتگاه تابستانی خاندان امیراحمدی واقع در منطقه مقصود بیک شمیران، چهارراه حسابی، امروزه تحت عنوان «باغ موزه هنر ایرانی» تبدیل به یکی از نقاط دیدنی تهران گردیده است و خانه اصلی او در شمال غربی میدان حسن‌آباد که در حال حاضر در تملک کمیته امداد امام خمینی در حال ویرانی است.